# Distearylethylendiamid
Distearylethylendiamid (engl. häufig Ethylene bis(stearamide) – EBS) ist eine chemische Verbindung aus der Gruppe der Carbonsäureamide.

## Gewinnung und Darstellung
Distearylethylendiamid kann durch Reaktion von Ethylendiamin mit Octadecansäure unter einer Stickstoffatmosphäre gewonnen werden.

## Eigenschaften
Distearylethylendiamid ist ein brennbarer weiß bis gelblicher Feststoff, der praktisch unlöslich in Wasser ist. Er zersetzt sich bei Erhitzung über 200 °C.

## Verwendung
Distearylethylendiamid wird für Gleitmittel, Trennmittel, Antistatika, Pigmentdispersionshilfsmittel, Öl-basierten Antischaummittel und Additiv für Beschichtungen verwendet.